# 马荣荣
马荣荣（1960年—），浙江余姚人，汉族，杂交水稻专家，第十二届全国人民代表大会浙江地区代表。

## 生平
毕业于浙江省农村经济管理干部学校农村经济管理专业，加入九三学社。2013年，被选为全国人大代表。2018年2月24日，当选为第十三届全国人大代表。